# Jakob Friedrich Feddersen
Jakob Friedrich Feddersen (* 31. Juli 1736 in Schleswig; † 31. Dezember 1788 in Altona) war ein dänisch-deutscher evangelischer Geistlicher.

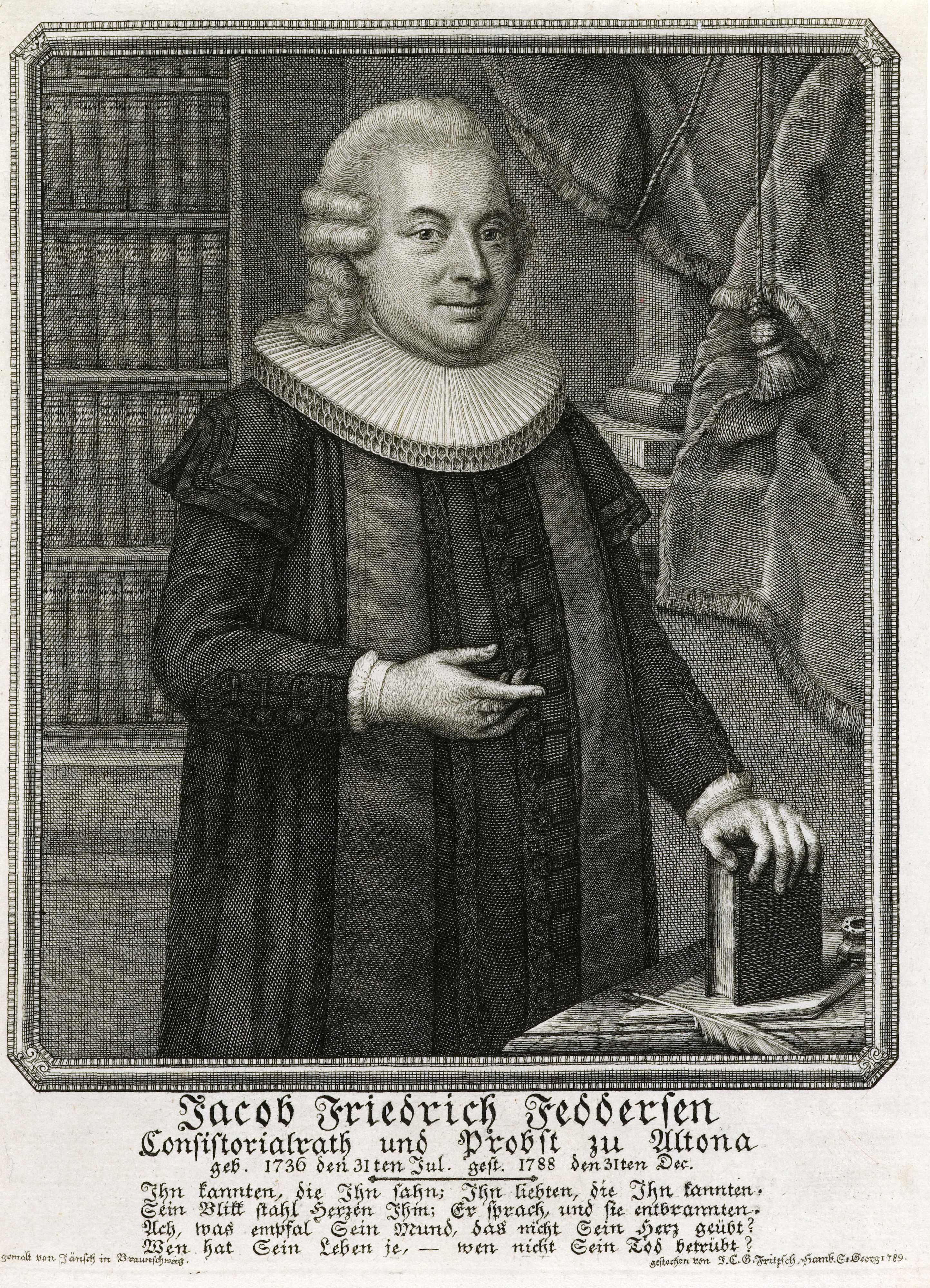
Jakob Friedrich Feddersen auf einem Kupferstich von 1789.

## Leben
Jakob Friedrich Feddersen stammte aus einer Kaufmannsfamilie und war der Sohn von Friedrich Feddersen; er sollte ursprünglich wie sein Vater Kaufmann werden. Nachdem er seine begonnene Kaufmannslehre abgebrochen hatte, um Pastor zu werden, besuchte er zur Vorbereitung auf das Theologiestudium das Gymnasium Schleswig und studierte darauf von 1755 bis 1758 an der Universität Jena und hörte unter anderem Vorlesungen bei Friedrich Theodosius Müller. Nach Beendigung seines Studiums kehrte er nach Schleswig zurück und war dort zwei Jahre als Hauslehrer beim Konferenzrat Otto tätig.
1760 ernannte ihn Herzog Friedrich Christian I. von Schleswig-Holstein-Sonderburg-Augustenburg zu seinem Kabinetts- und Hofprediger. Hier lernte er den Erbprinzen Friedrich Albrecht von Anhalt-Bernburg kennen, der 1763 Luise (1748–1769), die jüngste Tochter von Friedrich Karl von Schleswig-Holstein-Sonderburg-Plön und Schwester der Herzogin von Augustenburg, heiratete.
Friederich Albrecht von Anhalt-Bernburg berief Feddersen 1765, gleich nach seinem Regierungsantritt, zum Hofprediger seiner Ehefrau. Damit verbunden war die Seelsorge der evangelisch-lutherischen Gemeinden von Ballenstedt, Bernburg und Harzgerode. Nach Luises Tod 1769 Tod ging Jakob Friedrich Feddersen 1769 als dritter Prediger an die Johanniskirche nach Magdeburg und folgte 1777 einem Ruf als Domprediger am Braunschweiger Dom. 1785 wurde er Hofprediger der seit 1780 verwitweten Herzogin Philippine Charlotte von Braunschweig-Wolfenbüttel.
1788 wurde er als Konsistorialrat und Propst der Hauptkirche St. Trinitatis in Altona und Pinneberg angestellt, dazu erhielt er die Schulaufsicht über das akademische Gymnasium (heute: Christianeum), verstarb aber bereits Ende des Jahres.

## Familie
Jakob Friedrich Feddersen heiratete 1766 Charlotta Friederica, Tochter des Pastors Joachim Ernst Müller aus Gleschendorf. Ihr Bruder Christian August Müller (1727–1796), Pfarrer in Plön und später in Geschendorf, war mit Dorothea Christina (1744–1766), einer Schwester des Dichters Matthias Claudius verheiratet. Gemeinsam hatten sie drei Kinder. Von diesen sind namentlich bekannt:
- Johann Christian Heinrich Feddersen (* 3. April 1769; † unbekannt), studierte zum Zeitpunkt des Todes seines Vaters Rechtswissenschaften an der Universität Kiel.
- Friedrich Christoph Carl Feddersen (* 18. Juli 1774; † unbekannt), Studium der Rechtswissenschaften am Collegium Carolinum in Braunschweig 1786, an der Universität Helmstedt 1787 und an der Universität Kiel 1790.

## Mitgliedschaften
Jakob Friedrich Feddersen trat der Deutschen Gesellschaft in Jena bei.

## Ehrungen
Auch wenn Jakob Friedrich Feddersen in Altona nur kurze Zeit gewirkt hatte, errichtete ihm seine Gemeinde auf dem Friedhof ein Denkmal aus weißem Sandstein, in dessen Mitte sich auf einer schwarzen Marmortafel sein Name, sowie Geburts- und Sterbedatum und einige Bibelsprüche befanden.

## Schriften (Auswahl)
- Jakob Friedrich Feddersen; Carl Gotthelf Müller: Der Gottorpische Lustgarten. Kopenhagen; Leipzig: Pelt, 1757.
- Jakob Friedrich Feddersen; Jacob Wilhelm Blaufus; Georg Michael Marggraf: Die Beredsamkeit und Dichtkunst sind die vertrautesten Freundinnen der Gottesgelahrtheit, eine Abhandlung dem Hochwürdigen und Hochgelahrten Herrn Herrn Jacob Wilhelm Blaufuß der Weltweisheit Doktor der teutschen Gesellschaften zu Jena und Greifswalde wohlverdientem Mitgliede bey seiner Erlangung der höchsten Würde in der Gottesgelahrtheit durch Jacob Friederich Feddersen der Gottesgelahrtheit Beflissenen und der teutschen Gesellschaft zu Jena ordentliches Mitglied. Jena Marggraf 1758.
- Jakob Friedrich Feddersen; Johann Christoph Korte: Lehren der Weisheit für das Frauenzimmer. Flensburg; Altona Korte 1760.
- Der Lebenswandel Jesu Christi ist das beste Muster der Sittenlehre. Flensburg 1762.
- Trauerrede über Louise Sophie, Herzogin zu Schleswig-Holstein & Augustenburg den 31. October 1765. Flensburg, 1765.
- Vermischte Betrachtungen über die Würden und Glückseeligkeiten des Christen. Flensburg, 1766.
- Lieder und Gesänge zum Gebrauch für die Leidende und Sterbende. Leipzig 1772.
- Christoph Christian Sturm; Jakob Friedrich Feddersen: Gesellschaftliche Bemühungen, der Welt die christliche Religion anzupreisen. Göttingen Gotha Dieterich 1772–1773.
- Das Leben Jesu für Kinder. Halle 1775. Digitalisat
- Jakob Friedrich Feddersen; Karl Hermann Hemmerde: Das Leben Jesu für Kinder eine Fortsetzung der Gebete und Lieder für Kinder. Halle an der Saale, Hemmerde 1775.
- Unterhaltungen mit Gott bey besonderen Fällen und Zeiten. Trampe Universitäts- und Landesbibliothek Sachsen-Anhalt 1777.
- Das Leben Jesu für Kinder. Hemmerde Universitäts- und Landesbibliothek Sachsen-Anhalt 1778.
- Betrachtungen und Gebete, über das wahre Christenthum Darinn des sel. Joh. Arnds Bücher vom wahren Christenthum, zum Grunde gelegt, geändert, neu umgearbeitet, und mit Zusätzen vermehrt sind. Frankfurt, Brönner 1778.
- Lehrreiche Erzählungen aus der biblischen Geschichte für Kinder. Frankfurt & Leipzig 1778.
- Sittensprüche des Buchs Jesus Sirach: für Kinder und junge Leute aus allen Ständen. Nürnberg: Weigel u. Schneider, 1780.
- Nachrichten von dem Leben und Ende gutgesinnter Menschen. Speyer Verlag der Gesellschaft 1780.
- Feddersens kleine vermischte Schriften. Frankfurt 1780.
- Biblisches Lesebuch für Kinder von reiferem Alter darinn die Psalmen, die Sprüche und der Prediger Salomons, das Buch Jesus Sirach und einzelne lehrreiche Stellen des alten Testamentes. Leipzig Breitkopf 1782.
- Christliches Sittenbuch für den Bürger und Landmann. 1783.